# Hannibal ante portas
Hannibal ante portas (Hannibal ad portas; укр. Ганнібал біля воріт) — латинський крилатий вислів.
Вираз вживають як вказівку на близьку та серйозну небезпеку. Відповідає «ворог біля воріт», «війна біля воріт».
Вперше вжив Марк Туллій Цицерон («Філіппіки», I, 5, 11):
 З якої ж причини вчора в таких грубих виразах вимагали мого приходу до сенату? Ганнібал, мабуть стояв біля воріт?
Фраза також зустрічається у Тита Лівія («Історія Риму від заснування міста», XXIII, 16)
Ганнібал підійшов до самих воріт [міста]  Ноли.
Ці слова прийнято пов'язувати з подіями 211 р. до н. е.. Ганнібал привів своє військо під Рим, однак простоявши під містом кілька днів і не здійснивши штурму, відійшов від нього. Тит Лівій (там же, XXVI, 7) написав, що серйозної небезпеки для Риму не було, а Ганнібал прагнув змусити римське військо зняти облогу з багатого і сильного міста Капуї, яке за п'ять років до цього перейшло на бік Карфагену. Його план не вдався. Римське військо продовжило осаджувати Капую, а Ганнібал не мав достатніх сил для штурму Риму.